# Struba
Struba is een geslacht van vlinders van de familie tandvlinders (Notodontidae).

## Soorten
- S. argenteodivisa Kiriakoff, 1962
- S. inconspicua Wileman, 1914
- S. jucturina Kiriakoff, 1959